# Pedregal (rijeka)
Pedregal je rijeka u Venezueli. Pritoka je rijeke Monay i pripada karipskom slijevu.